# El idioma del enemigo
El idioma del enemigo (título original: A House Divided) es una película estadounidense de drama de 2008, dirigida por Mitch Davis, que a su vez la escribió, en la fotografía estuvo David Burr y los protagonistas son Eion Bailey, Linda Hardy y F. Murray Abraham, entre otros. El filme fue producido por LightStream Partners III y se estrenó el 4 de septiembre de 2008.

## Sinopsis
Un hombre judío de Estados Unidos que se encuentra en Jerusalén, en el funeral de su padre, termina siendo parte de un mundo difícil e intrigante luego de conocer a una enigmática y bella mujer palestina.